# Danmarks Adels Aarbog

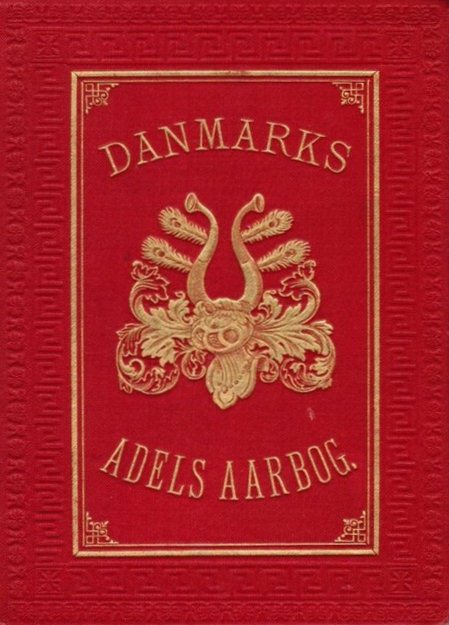
En utgåva av Danmarks Adels Aarbog

Danmarks Adels Aarbog (DAA) har kommit ut sedan 1884 och utges av Dansk Adelsforening. Den innehåller omfattande släktsöversikter för mer än 750 danska adelsätter, inklusive några norska. Förutom stamtavlorna innehåller varje band en översikt över nu levande medlemmar av de cirka 180 adelsätterna, samt rättelser och kompletteringar till stamtavlorna.
Den första utgåvan 1884 stod Anders Thiset och H.R. Hiort-Lorenzen för. Senare kom Louis Bobé och V.J. Teisen med i redaktionen. 
De avbildade och färglagda vapnen i årgångarna 1884-1917 är utförda av Anders Thiset, medan senare årgångar innehåller vapen tecknade av andra konstnärer. Bara Anders Thisets produktion är inte längre föremål för upphovsrätt.
Genom avtal mellan bokens utgivare och Slægtsforskernes Bibliotek har ett stort antal utgåvor av aarbogen digitalisats och finns fritt tillgängliga på nätet.